# فرانك ميلس
فرانك ميلس (بالإنجليزية: Frank Mills)‏ هو لاعب كرة قاعدة أمريكي، ولد في 13 مايو 1895 في Knoxville, Ohio ‏ في الولايات المتحدة، وتوفي في 31 أغسطس 1983 في يونغزتاون في الولايات المتحدة.

## وصلات خارجية
- فرانك ميلس على موقعبيزبول رفرنس.كوم (الدوري الرئيسي) (الإنجليزية)
- فرانك ميلس على موقعبيزبول رفرنس.كوم (الدوري الثانوي) (الإنجليزية)